# Großhaslach

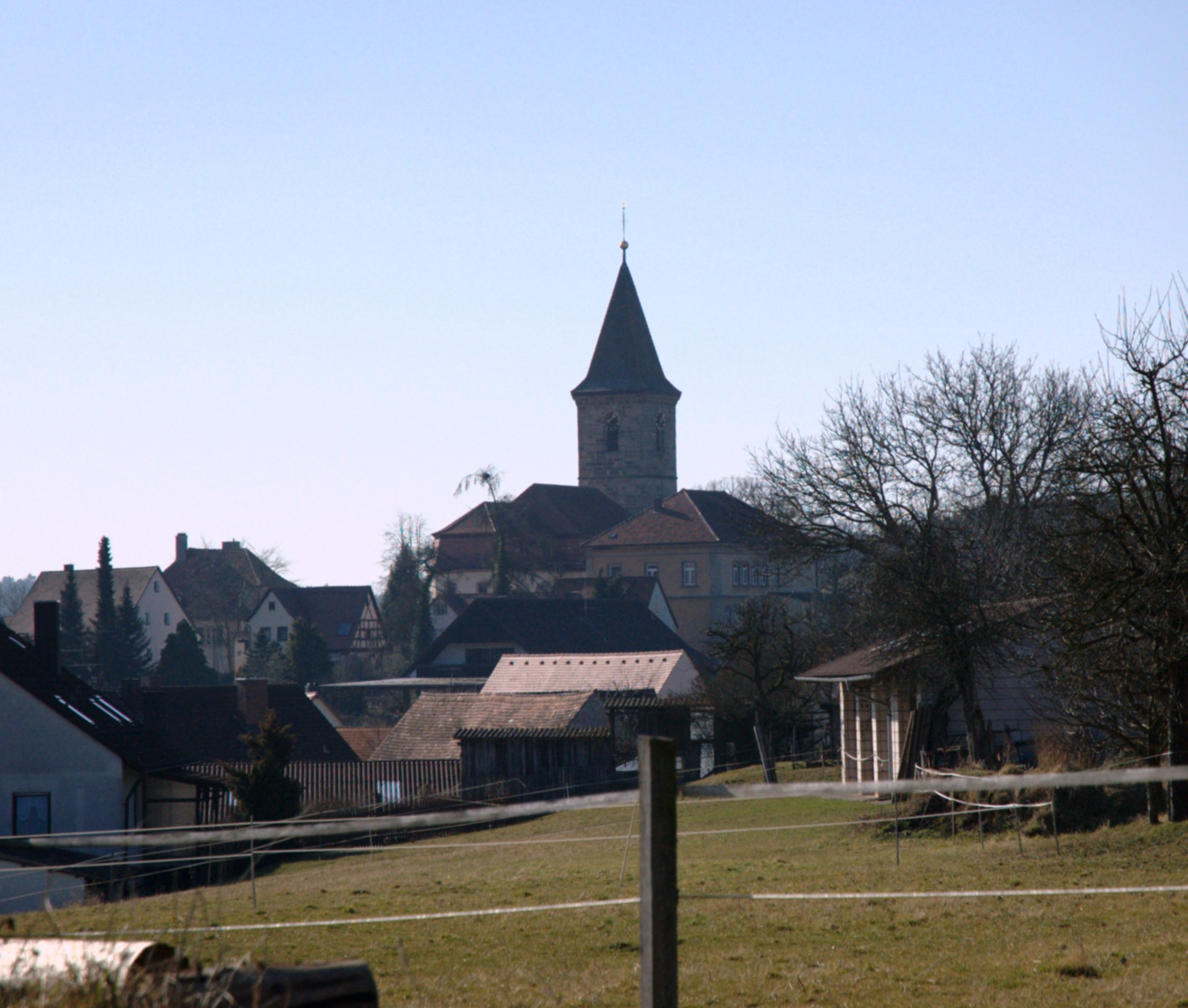
Großhaslach

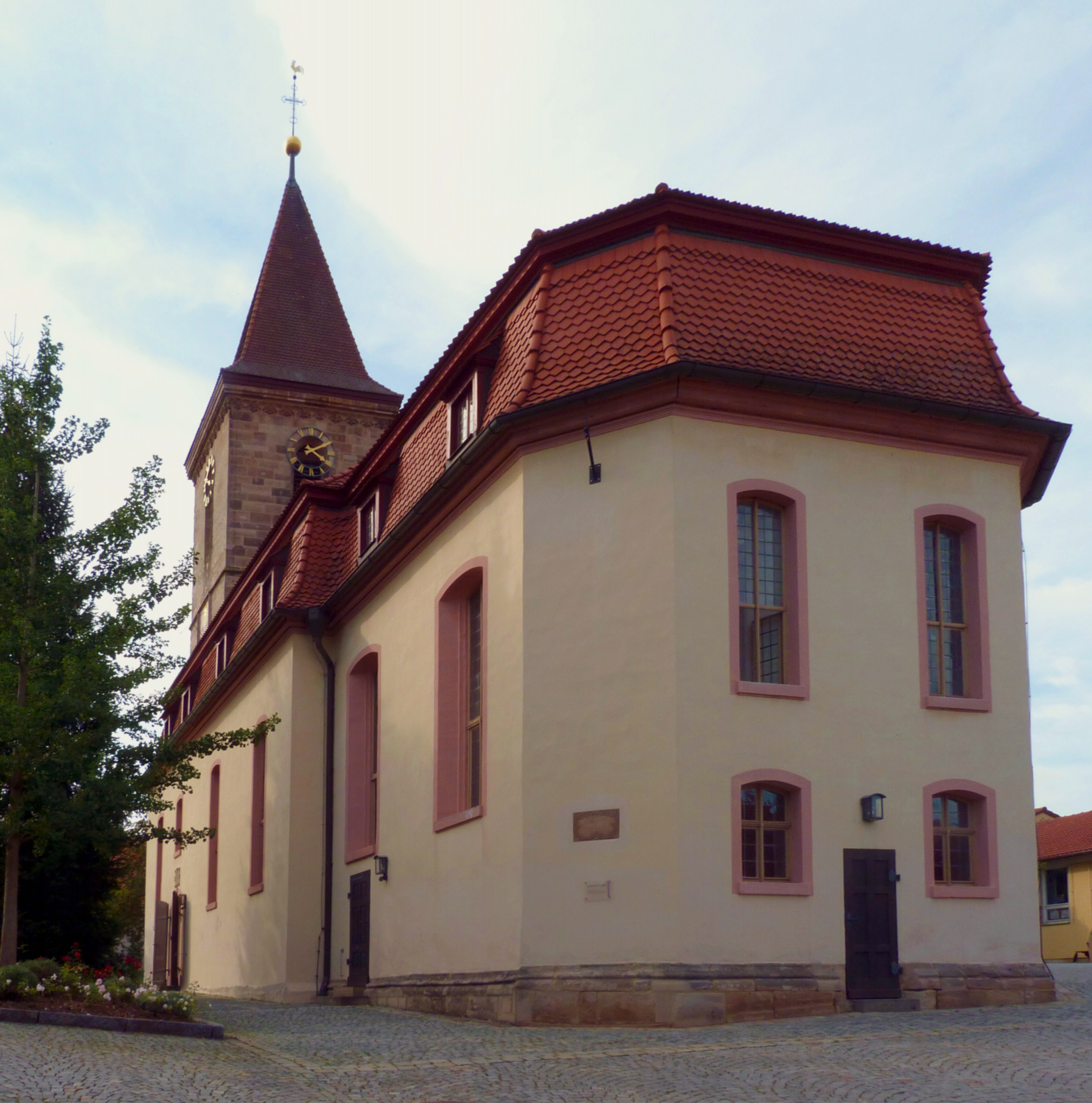
Pfarrkirche St. Maria

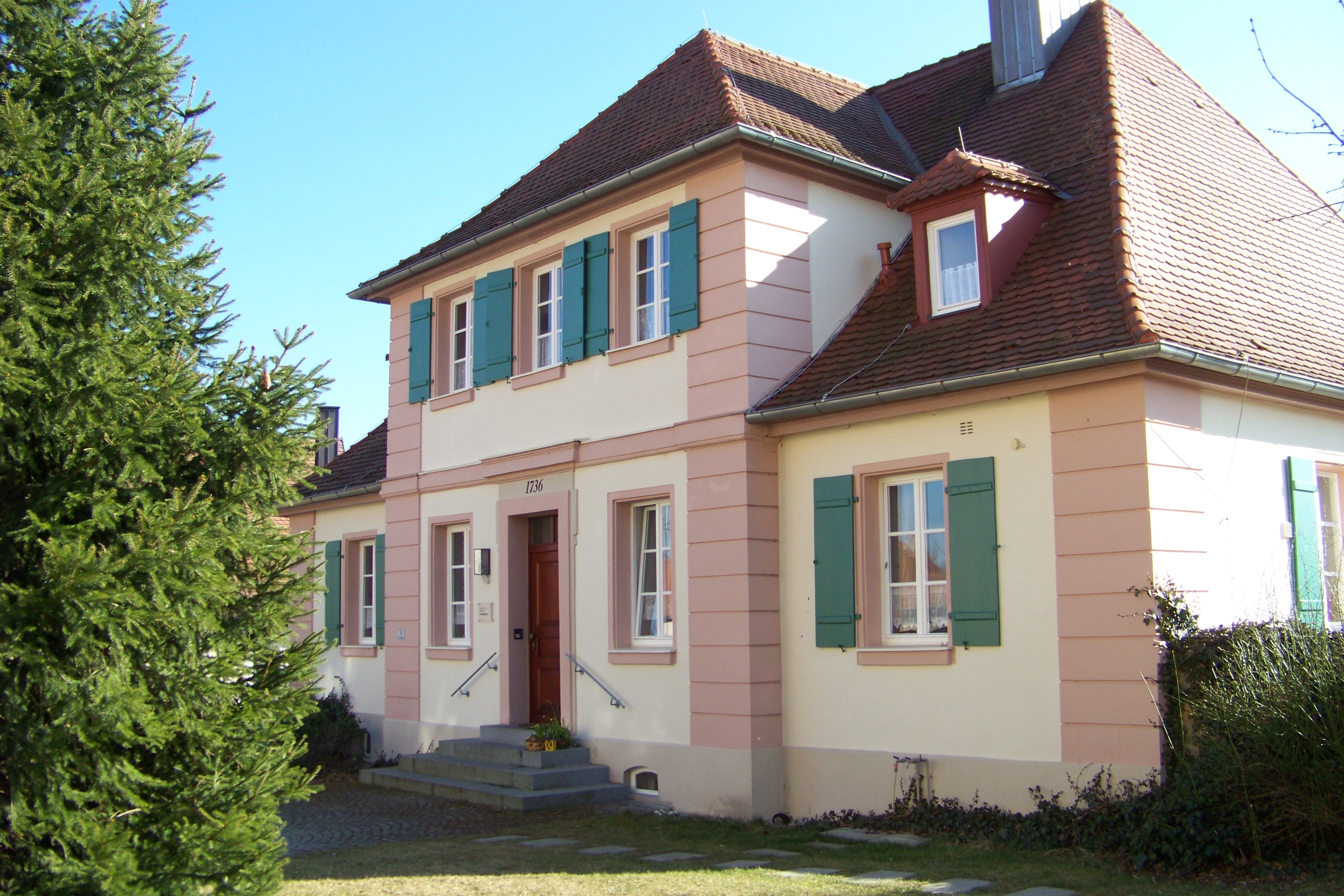
Pfarrhaus

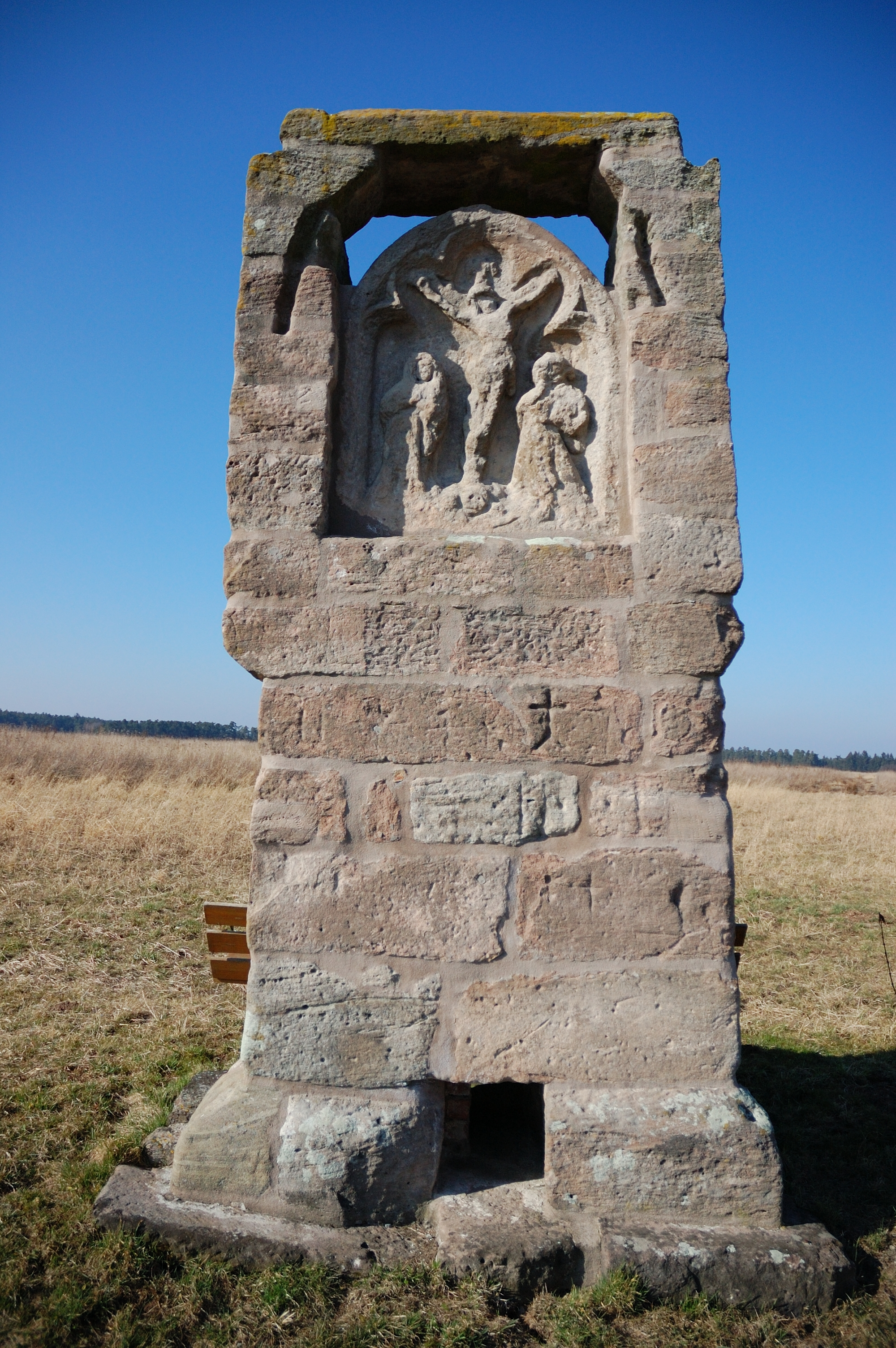
Die Marter

Großhaslach (fränkisch: Hohsla bzw. Groshosla) ist ein Gemeindeteil der Gemeinde Petersaurach im Landkreis Ansbach (Mittelfranken, Bayern). Zum Gemeindeteil zählen Obere Mühle, Straßenmühle und Untermühle. Die Gemarkung Großhaslach hat eine Fläche von 13,978 km². Sie ist in 2129 Flurstücke aufgeteilt, die eine durchschnittliche Flurstücksfläche von 6565,39 m² haben. In ihr liegen neben dem namensgebenden Ort die Gemeindeteile Gleizendorf, Gütlershof, Neumühle und Steinbach.

## Geografie
Durch das Pfarrdorf fließt die Haselbach. Großhaslach liegt zwischen zwei Waldgebieten, dem Haslacher Wald im Westen und dem Ketteldorfer Forst im Osten. Die Kreisstraße AN 22 führt durch den Ort nach Ketteldorf (2,8 km nordöstlich) bzw. zur Bundesstraße 14 (1,5 km südlich). Eine Gemeindeverbindungsstraße verläuft zur Kreisstraße AN 10 bei Adelmannssitz (2,5 km westlich), eine weitere Gemeindeverbindungsstraße führt über Steinbach (2,5 km nordwestlich) zur Staatsstraße 2246 (3,8 km nordwestlich).
Durch den Ort verläuft der Fränkische Marienweg.

## Geschichte
Großhaslach gilt als eine der ältesten Siedlungen zwischen Ansbach und Nürnberg. Laut Überlieferung soll sich dort schon vor dem Jahre 800 eine Kirche befunden haben. Erstmals urkundlich erwähnt wurde der Ort allerdings erst am 18. Oktober 1144, als eine Gräfin von Öttingen die Pfarrei „Hasela“ dem Kloster Heilsbronn schenkte. Der Ortsname bedeutet „Siedlung an einem Fluß (= -ach), der mit Haselbüschen bestanden ist“.
Im Jahre 1295 verkaufte Albrecht von Vestenberg seine Güter und seine Burg zu Großhaslach dem Kloster Heilsbronn, 1299 verkauften die Grafen von Öttingen ihre Güter dem Kloster, so dass der ganze Ort dem Zisterzienserkloster unterstand.
Die Pfarrkirche St. Maria wurde gegen Ende des 15. Jahrhunderts an der Stelle der alten Kirche gebaut. 1783 wurde der von dem markgräflichen Hofbaumeister Johann David Steingruber entworfene Saalbau neu errichtet. In dem sogenannten Bahrhaus, dem mittelalterlichen Beinhaus hinter der Kirche, steht ein romanischer Taufstein, der wohl aus dem 12./13. Jahrhundert stammt.
Gemäß dem 16-Punkte-Bericht des Klosteramts Heilsbronn von 1608 gab es in Großhaslach 32 Mannschaften: die 8 Höfe und 24 Köblergüter (darunter 2 Mühlen, Badstube und Hirtenhaus) unterstanden dem Klosterverwalteramt Heilsbronn.
In den Oberamtsbeschreibungen des Fürstentums Ansbach von Johann Georg Vetter aus dem Jahre 1732 heißt es zu dem Ort:

„Grosen Hasslach Ein Dorff, warinnen eine Hochfürstl. Anspachl. Kirche, 1. Pfarr und 1. Schuhlhauß, dann 6. Baurenhöff, 4. halbe Hoff und sambt der Mühl, würths- und Prau Hauß 29. Söldengüther, 1. Baad und 1. Hürtenhauß, so sämbtl. in das Closter Hailsbronn gehören und den Zehenden halb zum Closterambt – die andere helfte aber, zur Pfarr großen Haslach zu geben schuldig seyn, in welche Pfarr auch der Kleine Zehenden gehört. Die Gemeindeherrschaft, Vogthey und Kirchweyh Schutz hat das Closter Hailsbronn, die Hochfraischl. Hohe Obrigkeit aber das allhiesige Ober- und Castenamt Anßpach.“

Gegen Ende des 18. Jahrhunderts gab es in Großhaslach 46 Anwesen (4 Höfe, 5 Halbhöfe, 2 Viertelhöfe, 17 Güter, 5 Gütlein, 2 Mühlgüter, 2 Güter mit Backrecht, 1 Tafernwirtschaft, 1 Schmiedgut, 1 Badergut, 6 Leerhäuser). Das Hochgericht übte das brandenburg-ansbachische Hofkastenamt Ansbach aus, die Dorf- und Gemeindeherrschaft und die Grundherrschaft über alle Anwesen hatte das Klosterverwalteramt Heilsbronn. Neben den Anwesen gab es noch kirchliche Gebäude (Kirche, Pfarrgut) und kommunale Gebäude (Schulgut, Kuhhirtenhaus, Schafhirtenhaus). Von 1797 bis 1808 unterstand der Ort dem Justiz- und Kammeramt Ansbach. Es gab zu dieser Zeit 44 Untertansfamilien.
Im Jahre 1806 kam Großhaslach an das Königreich Bayern. Im Rahmen des Gemeindeedikts wurde im Jahre 1808 der Steuerdistrikt Großhaslach gebildet, zu dem Gleizendorf, Neumühle, Steinbach, Straßenmühle, Obere und Untere Mühle gehörten. Die Ruralgemeinde Großhaslach wurde im Jahr 1811 gegründet und war deckungsgleich mit dem Steuerdistrikt. Sie war in Verwaltung und Gerichtsbarkeit dem Landgericht Ansbach zugeordnet und in der Finanzverwaltung dem Rentamt Ansbach (1919 in Finanzamt Ansbach umbenannt). 1848 wurde der Gütlershof auf dem Gemeindegebiet errichtet. Ab 1862 war das Bezirksamt Ansbach (1939 in Landkreis Ansbach umbenannt) für Großhaslach zuständig. Die Gerichtsbarkeit blieb bis 1870 beim Landgericht Ansbach, 1870–1879 beim Stadt- und Landgericht Ansbach und seit beim 1880 Amtsgericht Ansbach. Die Gemeinde hatte 1964 eine Gebietsfläche von 13,982 km².
Am 1. Mai 1978 wurde Großhaslach im Zuge der Gebietsreform in Bayern nach Petersaurach eingemeindet.

### Baudenkmäler
In Großhaslach gibt es elf Baudenkmäler:
- Bruckberger Weg 17: Wohnstallhaus[20]
- Brunnengasse 1: Wohnhaus[20]
- Kirchplatz 1: Pfarrhaus[20]
- Kirchplatz 7: evangelisch-lutherische Pfarrkirche St. Maria mit Kirchhofmauer und Bahrhaus[20]
- Kirchplatz 15, 17: Altes Schulhaus[20]
- Talstraße 1: Gutshof[20]
- Talstraße 4: sogenanntes Schlösschen[20]
- Talstraße 13, 15: ehemaliges Wohnstallhaus mit zugehöriger Scheune[20]
- Der Bildstock am Weg nach Ketteldorf ist wohl das älteste steinerne Flurdenkmal im Landkreis Ansbach.[20]
- Steinkreuze, mittelalterlich, Sandstein:[20]
  - am Nordausgang des Ortes an der Weggabelung nach Steinbach und am Totenweg nach Neuhöflein
  - westlich des Ortes am Fußweg nach Bruckberg bei der Abzweigung des Fußweges nach Reckersdorf (mit eingeritztem Kreuz)

ehemaliges Baudenkmal
- Martersäule am Waldrand des Staatswalddistrikts X (Marter Fauler Zagel), 200 Meter südlich des Weges nach Ketteldorf: ein Monolith mit unleserlicher Inschrift, bezeichnet „1799“.[21]

### Bodendenkmäler
In der Gemarkung Großhaslach gibt es sieben Bodendenkmäler.

### Einwohnerentwicklung
Gemeinde Großhaslach
| Jahr      | 1818   | 1840   | 1852   | 1855   | 1861   | 1867   | 1871   | 1875   | 1880   | 1885   | 1890   | 1895   | 1900   | 1905   | 1910   | 1919   | 1925   | 1933   | 1939   | 1946   | 1950   | 1952   | 1961   | 1970   |
| Einwohner | 603    | 606    | 730    | 724    | 718    | 704    | 715    | 721    | 746    | 740    | 664    | 700    | 670    | 691    | 754    | 721    | 748    | 755    | 793    | 1116   | 1173   | 1092   | 998    | 997    |
| Häuser    | 74     | 95     |        |        |        |        | 122    |        |        | 129    | 129    |        | 137    |        |        |        | 137    |        |        |        | 156    |        | 185    |        |
| Quelle    | [ 23 ] | [ 24 ] | [ 25 ] | [ 25 ] | [ 26 ] | [ 27 ] | [ 28 ] | [ 29 ] | [ 30 ] | [ 31 ] | [ 32 ] | [ 25 ] | [ 33 ] | [ 25 ] | [ 34 ] | [ 25 ] | [ 35 ] | [ 25 ] | [ 25 ] | [ 25 ] | [ 36 ] | [ 25 ] | [ 17 ] | [ 37 ] |

Ort Großhaslach
| Jahr      | 001818 | 001840 | 001861 | 001871 | 001885 | 001900 | 001925 | 001950 | 001961 | 001970 | 001987 | 002009 | 002015 | 002022 |
| Einwohner | 374    | 448    | 527 *  | 525    | 541    | 483    | 546    | 845    | 779    | 766    | 796    | 849    | 823    | 861    |
| Häuser    | 54     | 63     |        |        | 94     | 100    | 100    | 114    | 142    |        | 206    |        |        |        |
| Quelle    | [ 23 ] | [ 24 ] | [ 26 ] | [ 28 ] | [ 31 ] | [ 33 ] | [ 35 ] | [ 36 ] | [ 17 ] | [ 37 ] | [ 38 ] | [ 1 ]  | [ 1 ]  | [ 1 ]  |

## Politik

### Bürgermeister
| Name                  | Amtszeit  |
| --------------------- | --------- |
| Johann Georg Geyer    | 1860–1862 |
| Jakob Engerer         | 1863–1867 |
| Johann Stenz          | 1871      |
| Johann Georg Geyer    | 1882–1918 |
| Georg Christoph Geyer | 1919–1933 |
| Georg Wimmer          | 1933–1945 |
| Johann Scheuerlein    | 1946–1948 |
| Ernst Geyer           | 1948–1972 |
| Johann Jakob Sommer   | 1972–1978 |

### Wappen
Seit 1967 führte die Gemeinde Großhaslach ein Wappen. Die Blasonierung lautet: Über silbernen Schildfuß, darin ein waagrechter blauer Fisch, gespalten; vorne geteilt von Gold und Rot mit 2 Eisenhüten in verwechselten Farben; hinten in Grün ein silberner Balken.
Der Fisch erinnert an die Plünderung des Teiches durch Großhaslacher Frauen nach dem Bauernkrieg von 1525.

## Religion
Der Ort ist seit der Reformation  evangelisch-lutherisch geprägt und nach St. Maria gepfarrt. Die Einwohner römisch-katholischer Konfession waren ursprünglich nach Unsere Liebe Frau gepfarrt, seit 1992 ist die Pfarrei St. Franziskus zuständig.

## Personen
- Manfred Kittel (* 1962), Historiker und Professor an der Universität Regensburg
- Dominik Eberle (* 1996), American-Football-Spieler